# Mahdia
Mahdia (in arabo المهدية‎?, al-Mahdiyya) è una città costiera della Tunisia, posta all'estremità meridionale del golfo di Hammamet, a 205 km a sud di Tunisi. Capoluogo del governatorato omonimo, costituisce una municipalità di 62 189 abitanti (2014).
Costruita all'origine su una penisola di 1400 metri di lunghezza e 500 metri di larghezza, la città è stata uno dei primi porti pescherecci del paese. Col passare degli anni l'attività turistica ha inciso sempre di più sull'economia locale. 
Mahdia è un centro terziario in sviluppo che presenta da alcuni anni un polo d'insegnamento superiore (l'Institut d'économie et de gestion aperto nel 1999).
Se il centro storico di Mahdia è situato sulla penisola, la città moderna si è estesa verso l'entroterra, specialmente i quartieri di Hibun e di Zouila.

## Storia
I nomi con cui era conosciuta la città nel passato erano Jemma, Aphrodisium e Cap Africa.
La sua posizione strategica e le sue fortificazioni permisero alla città di svolgere un ruolo di primo piano nel bacino del Mediterraneo fino al XVI secolo. Il primo stanziamento nell'area dell'attuale Mahdia fu un villaggio fenicio, diventato poi romano con il nome di Aphrodisium.  Il relitto di Mahdia, una galea affondata nel I secolo a.C. e carica di oggetti d'arte attici, è stata ritrovata a 6 km al largo di Mahdia. Questo fa della città uno dei più ricchi siti di archeologia sottomarina della Tunisia.
Nel 914 (301 dell'Egira), il primo Imam/Califfo fatimide ʿUbayd Allāh al-Mahdī bi-llāh vi fonda la città attuale, cui dà il suo nome, al-Mahdiyya. Praticamente inespugnabile da terra e in posizione adatta ai progetti espansionistici della dinastia verso l'Oriente e il Mediterraneo, la città diventa ufficialmente capitale dei Fatimidi nel 921; rango che perderà nel 973 a favore del Cairo. Lungo tale arco di tempo vi furono costruiti la residenza califfale e il palazzo del principe ereditario al-Qāʾim bi-amr Allāh, la Grande Moschea, un sūq, ben due arsenali e una poderosa cinta muraria dotata di bastioni terrestri e marittimi nella quale risultava inserito il porto, base dell'efficiente flotta navale con cui gli Imam/califfi Fatimidi tenevano sotto scacco le coste del Mediterraneo. 
Importante nodo del commercio marittimo, vi fiorirono gli studi e la medicina, la letteratura e la poesia.
Assediata per otto mesi (944-945) dai Kharigiti sotto il comando di Abu Yazid, la città seppe resistere vittoriosamente. Nel 1057, i principi Ziridi vi si rifugiano di fronte alla minaccia dei nomadi Banu Hilal. Alla loro corte troverà ospitalità per una ventina d'anni il poeta esule siracusano Ibn Ḥamdīs, massimo esponente della poesia siciliana di lingua araba.
Nel 1087 Mahdia, allora governata dai vassalli ziridi dei Fatimidi, viene attaccata, e per breve tempo conquistata da Genova e Pisa (con l'aiuto di Salerno, Amalfi e Gaeta) ma l'attacco non sortisce effetti duraturi.

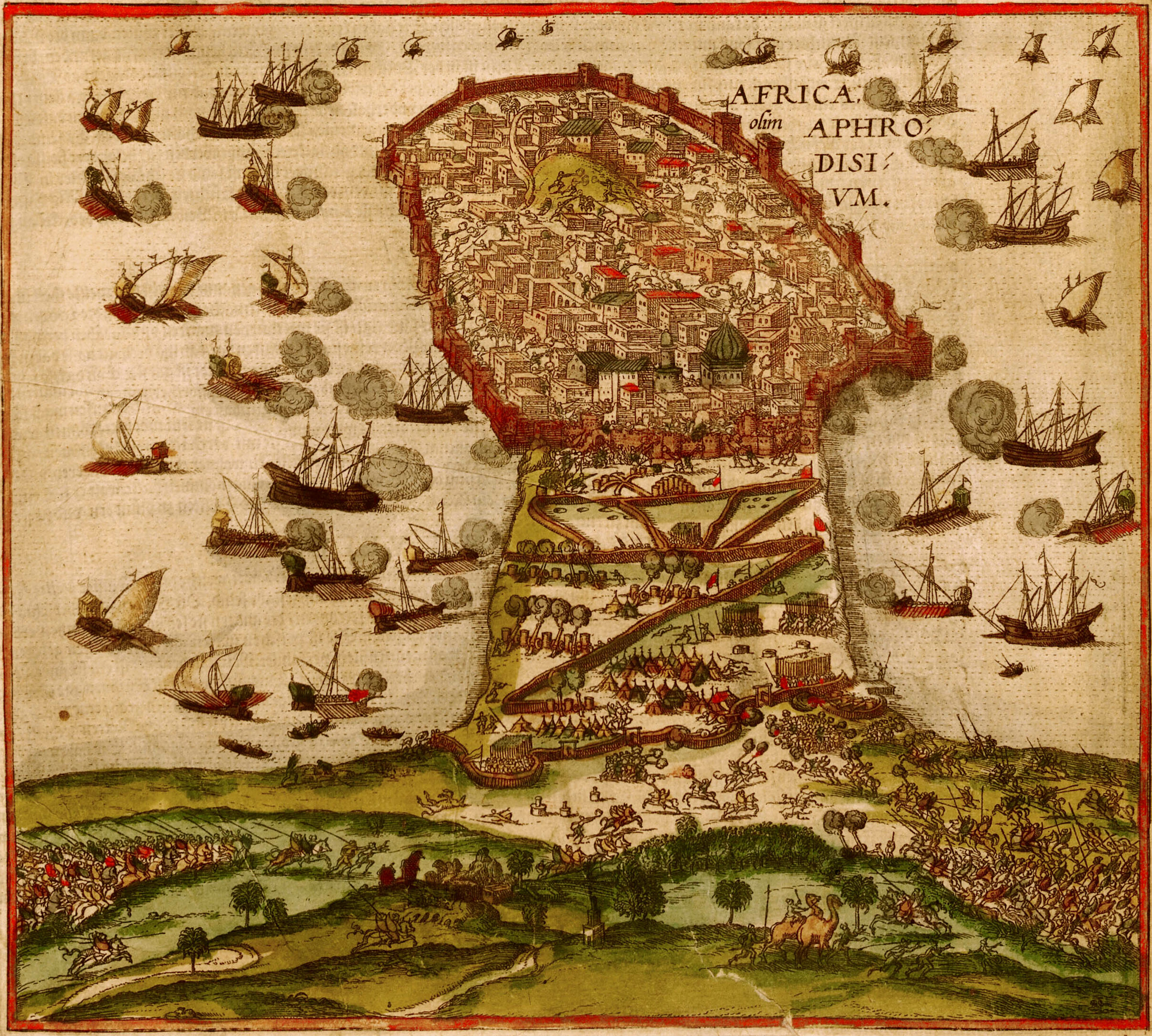
Mahdia assediata. Illustrazione dal Civitates Orbis Terrarum vol. II 57 di Georg Braun e Franz Hogenberg (1575)

Il normanno Ruggero II, Re di Sicilia occupa la città nel 1148 e ne conserva il potere fino alla sua caduta, nei primi giorni del 1160, per mano degli Almohadi. La città perde così la sua importanza politica a favore di Tunisi.
In epoca hafside, l'anno 1286 Mahdia viene attaccata e distrutta dalla flotta aragonese comandata dal celebre ammiraglio Ruggiero di Lauria. Potrà essere parzialmente ricostruita solo nel 1360.
Nel 1390, dopo la perdita delle sue posizioni commerciali in Tunisia a favore della Repubblica di Venezia, la Repubblica di Genova organizza una spedizione militare, volutamente definita come nuova crociata, col pretesto di combattere la guerra di corsa contro i cristiani. Ottiene così l'assistenza da parte di un corpo anglo-francese comandato da Luigi II di Borbone. Mahdia, difesa dagli Arabi di Bougie (Béjaïa), di Bona, di Costantina e di altri paesi del Maghreb venuti in soccorso dei tunisini, resistette a tutti gli attacchi, e gli alleati sono obbligati a riprendere il mare dopo sessantun giorni di combattimenti infruttuosi.
Mahdia è presa poi nel XVI secolo dal corsaro Dragut che ne fece il suo rifugio. Gli Spagnoli di Carlo V d'Asburgo si impadronirono della città nel 1550 e vi restarono fino al 1554, quando gli Ottomani presero il controllo di Mahdia. La città ritrovò così la sua calma e il suo porto peschereccio rifiorì.
Mahdia fu anche la località dove Khālid ʿAbd al-Wahhāb nascose circa due dozzine di Ebrei ricercati dai nazisti durante la Seconda guerra mondiale.

## Attrazioni principali
- Grande Moschea di Mahdia

## Economia

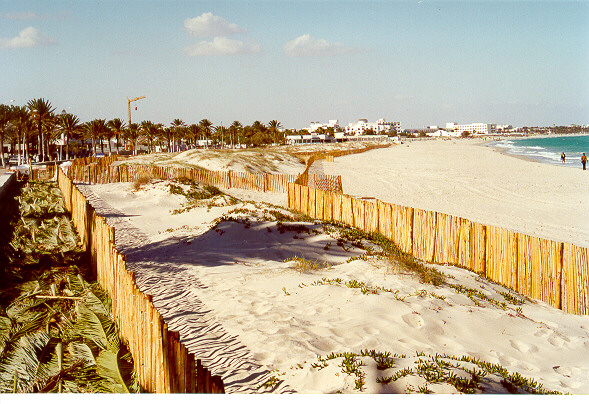
Spiaggia di dune a Mahdia

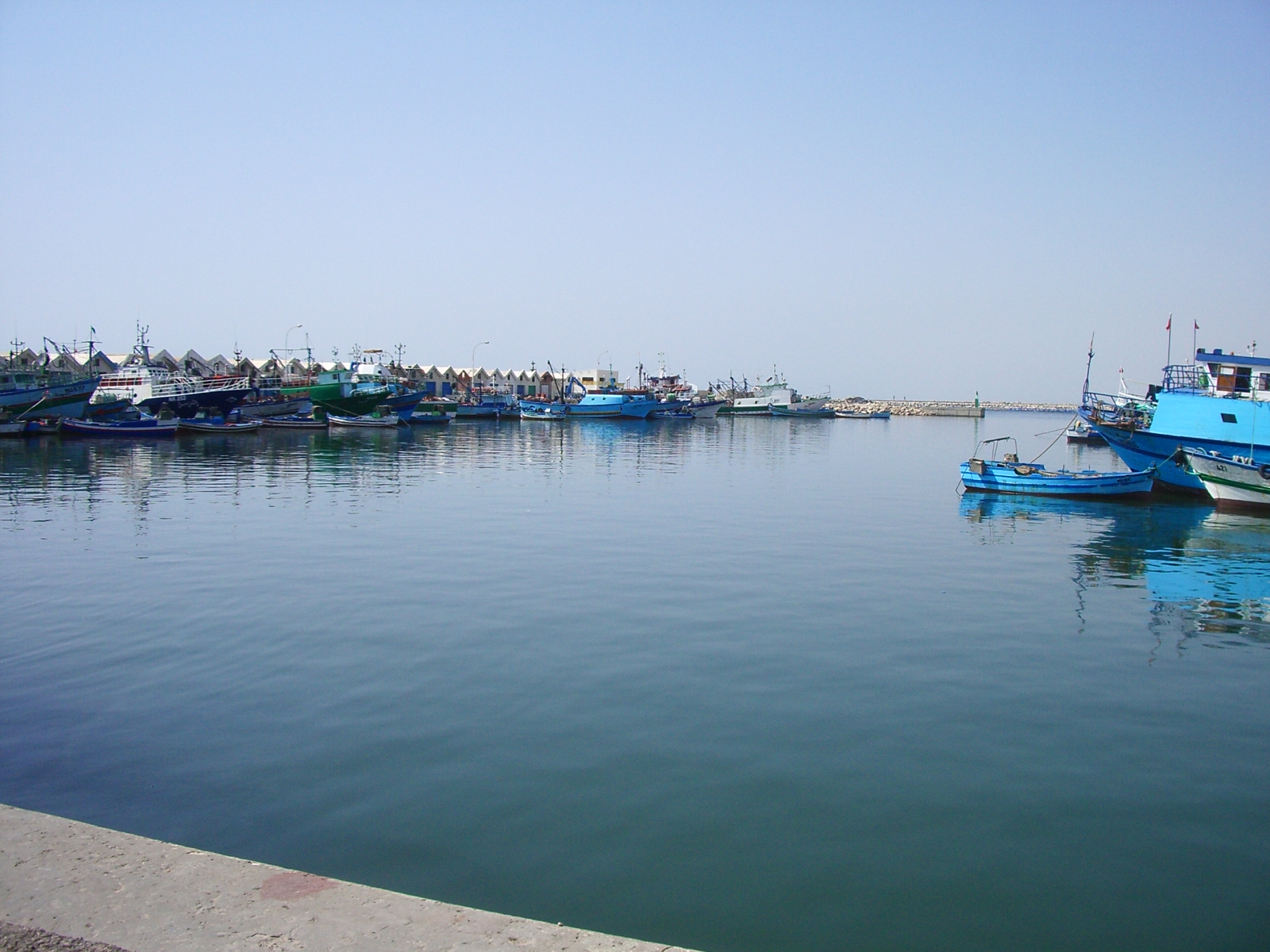
Battelli nel porto peschereccio di Mahdia

L'economia di Mahdia è principalmente basata su:
Turismo: le sue spiagge di sabbia bianca, i suoi numerosi hotel, la sua storia e l'accoglienza dei suoi abitanti ne fanno una delle stazioni balneari più apprezzate della Tunisia. La zona turistica è situata a nord della città nel quartiere di Hibun;
Pesca: è il primo porto di pesca della Tunisia, è molto animato a certe ore, e possiede dei conservieri per il pesce il blu.
Olio d'oliva: la città si trova a est di un grande uliveto posseduto da varie famiglie note a Mahdia. Vengono prodotti anche paté di olive e sapone (di oliva).
Tessitura e cucito;
Artigianato del legno.
Notevole è la presenza di fabbriche di confezionamento del pesce, fabbriche di sapone e prodotti chimici... Le industrie sono concentrate nella zona industriale della città

## Infrastrutture e trasporti
| Urban head station |

| Urban stop on track |

| Urban stop on track |

| Urban stop on track |

| Urban stop on track |

| Unknown route-map component "uCONTf" |

- Aereo: La città si trova a 60 minuti dall'Aeroporto di Monastir-Habib Bourguiba.
- Treno: La città è servita da 5 fermate dalla linea Metro du Sahel di cui è il terminale meridionale con la stazione di Mahdia. Il servizio è svolto con treni climatizzati.
- Strade: Molte strade nazionali servono Mahdia. L'autostrada A1 è fruibile dagli svincoli di M'Saken (a 47 km) e quello di Bou Merdes (a 43 km).
- Taxi: Numerosi taxi servono la città a tariffe decisamente basse. Possono a volte prendere simultaneamente più passeggeri con destinazioni differenti.
- Pullman: Per la maggior parte sono pullman extraurbani. Non è il mezzo più usato.
- Pullmini privati: chiamati "Lueg", sono piccoli pullman privati che trasportano circa 7 passeggeri più alla volta che portano fuori dalla regione.

## Sport
La pallamano è lo sport principale della regione con il club di Makarem Mahdia, pluricampione nazionale e continentale.

## Amministrazione

### Gemellaggi
La municipalità di Mahdia è legata da accordi di cooperazione internazionale e di gemellaggio a varie città del mondo. Tra queste:
- Mazara del Vallo
- Saint-Nazaire[14]
- Aveiro

## Galleria d'immagini

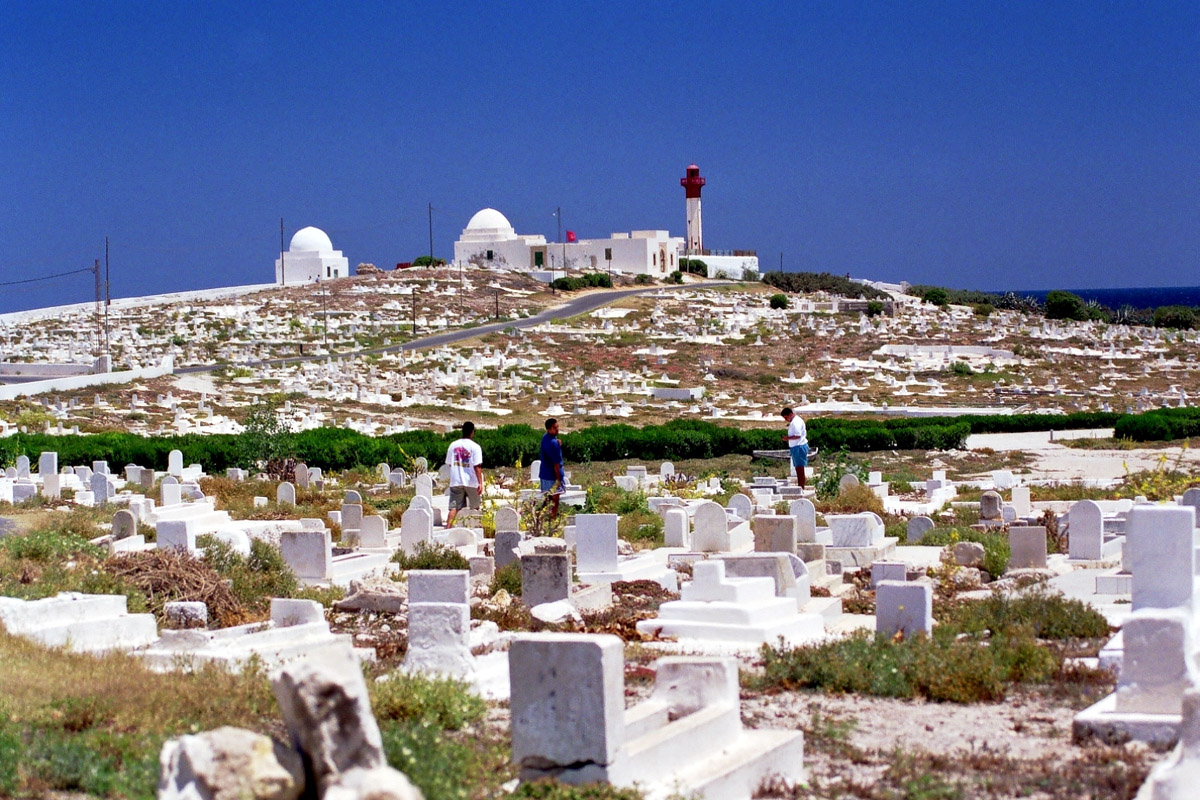
Il cimitero marino
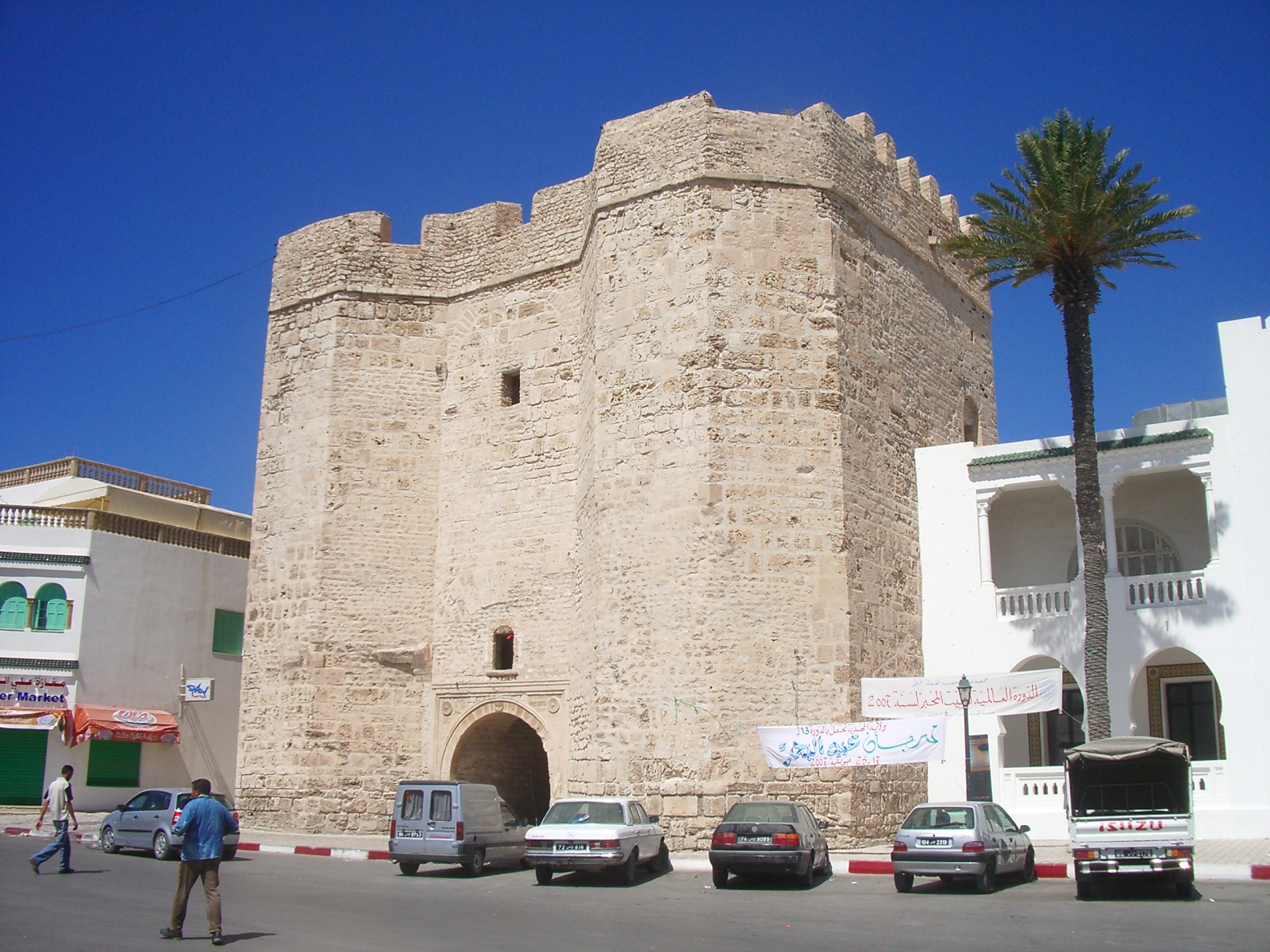
Skifa Kahla, la porta antica della città
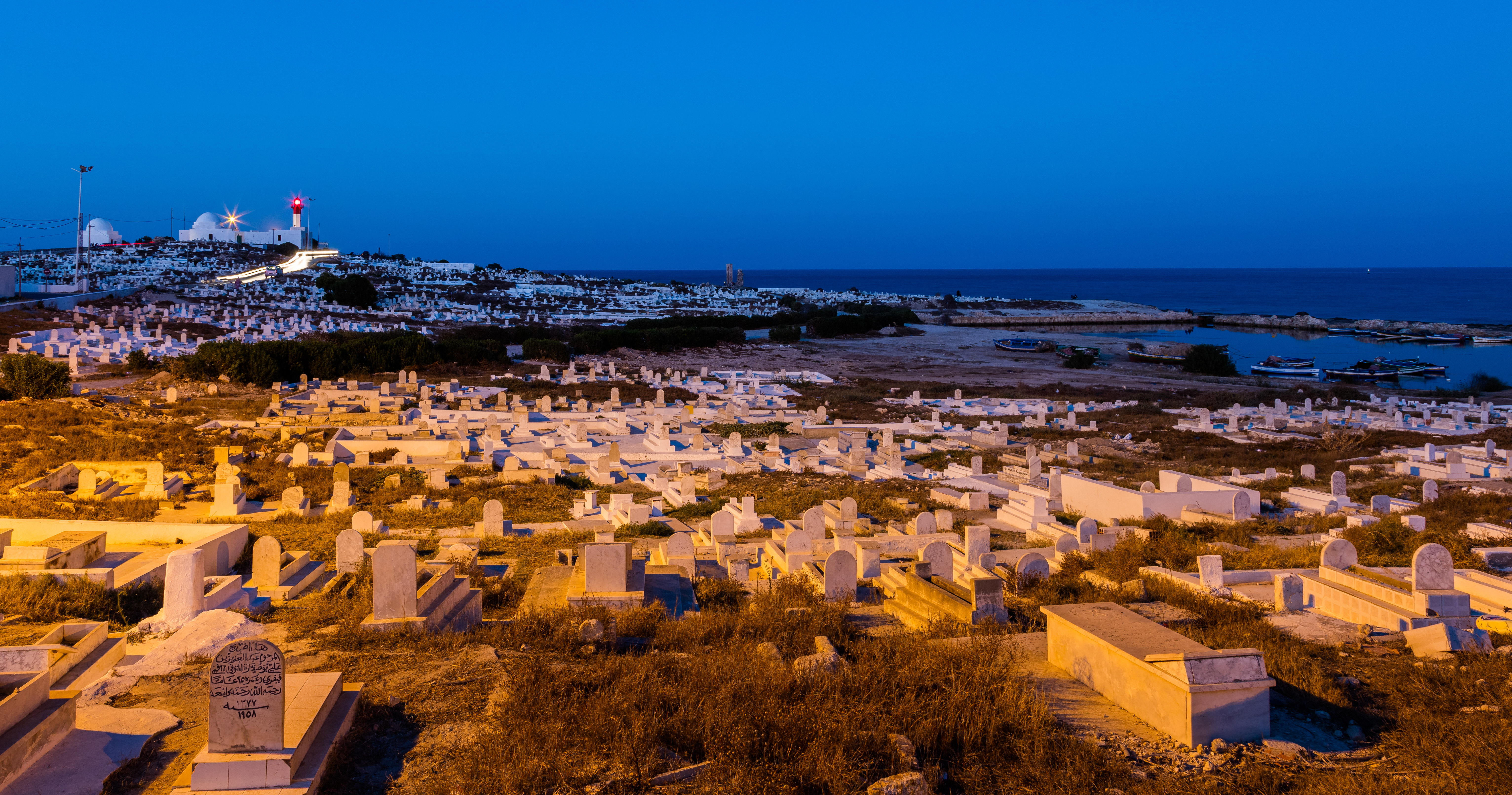
Vista del cimitero marino
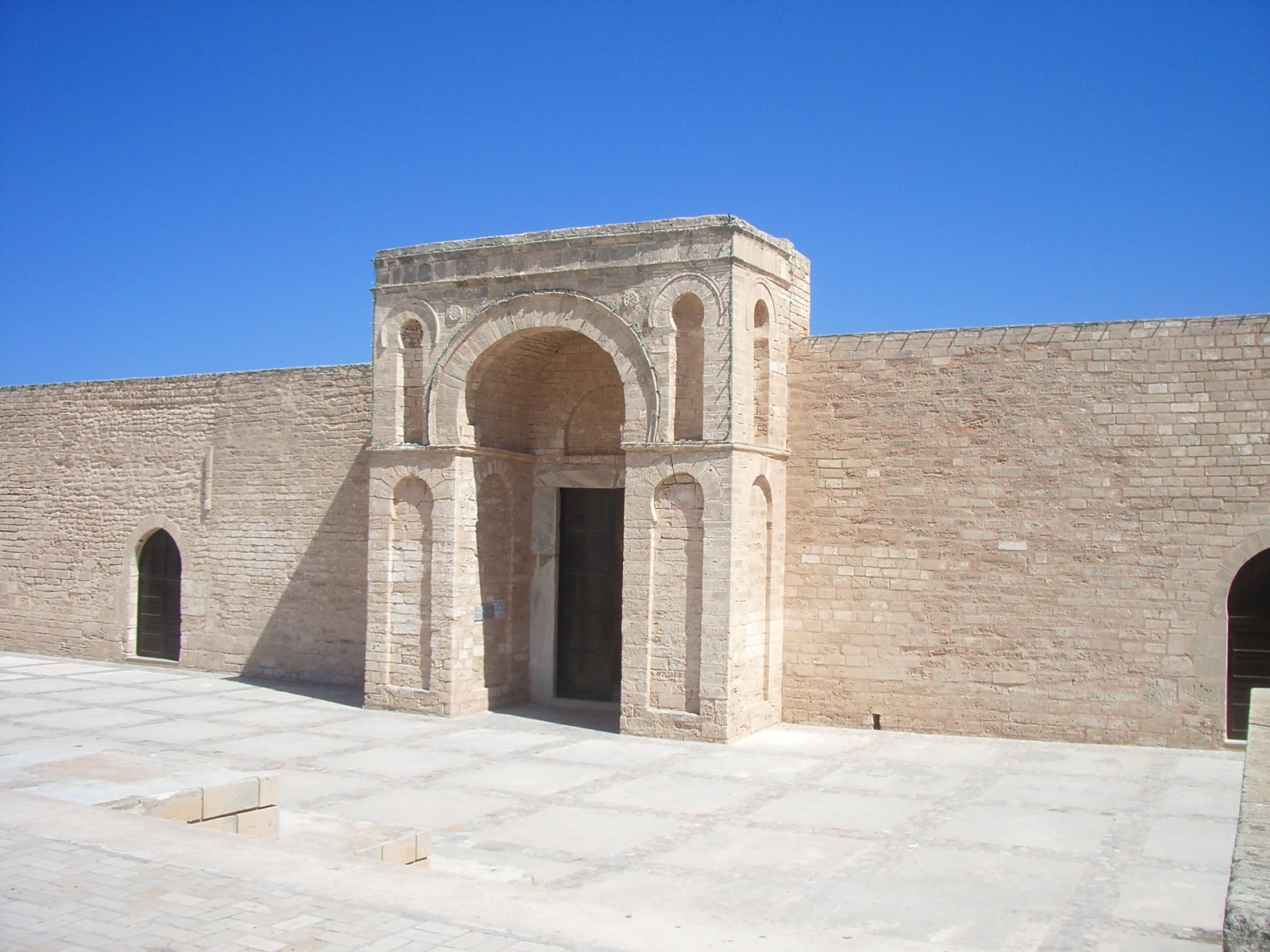
Il portale d'ingresso della Grande Moschea
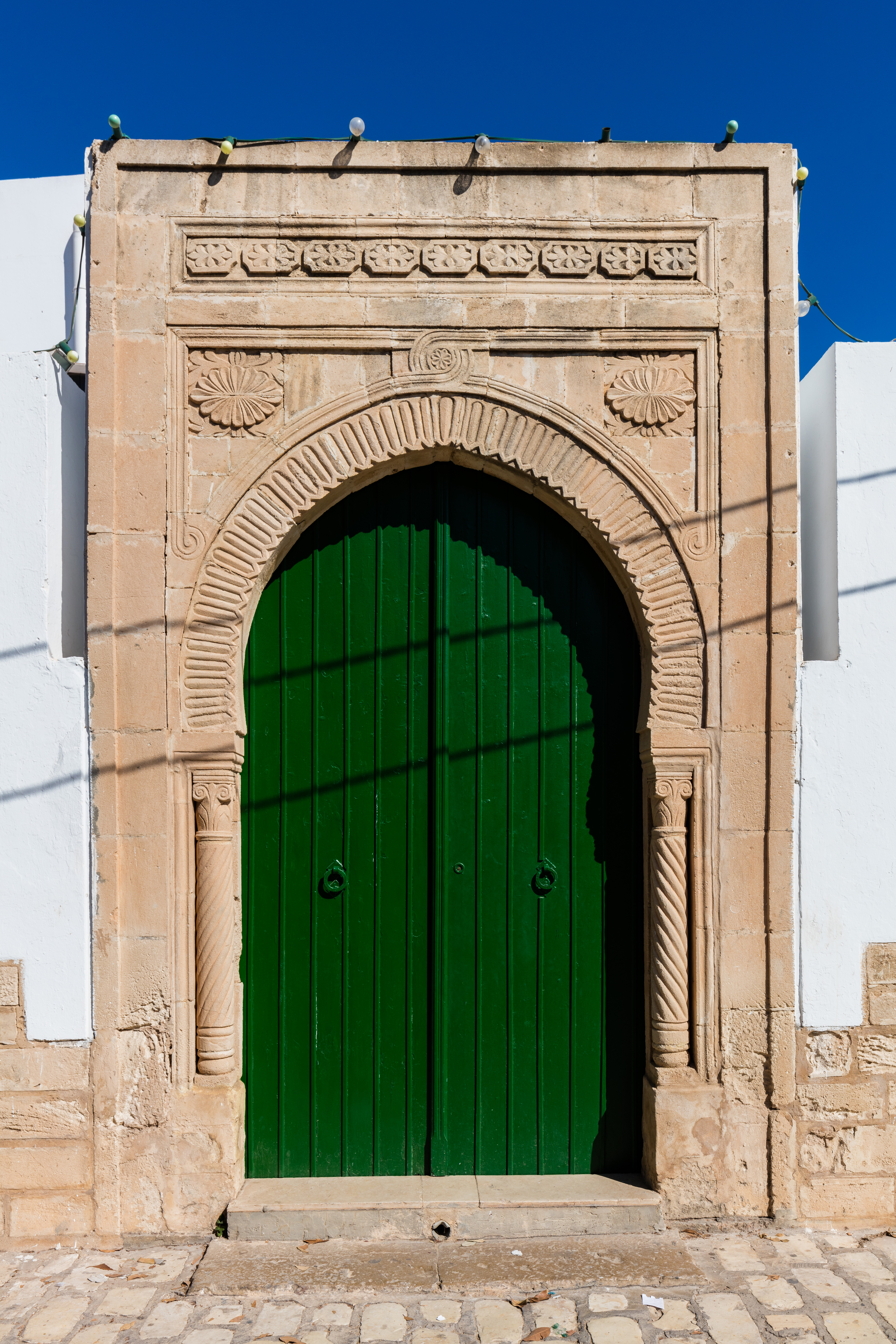
Moschea Slimane Hamza
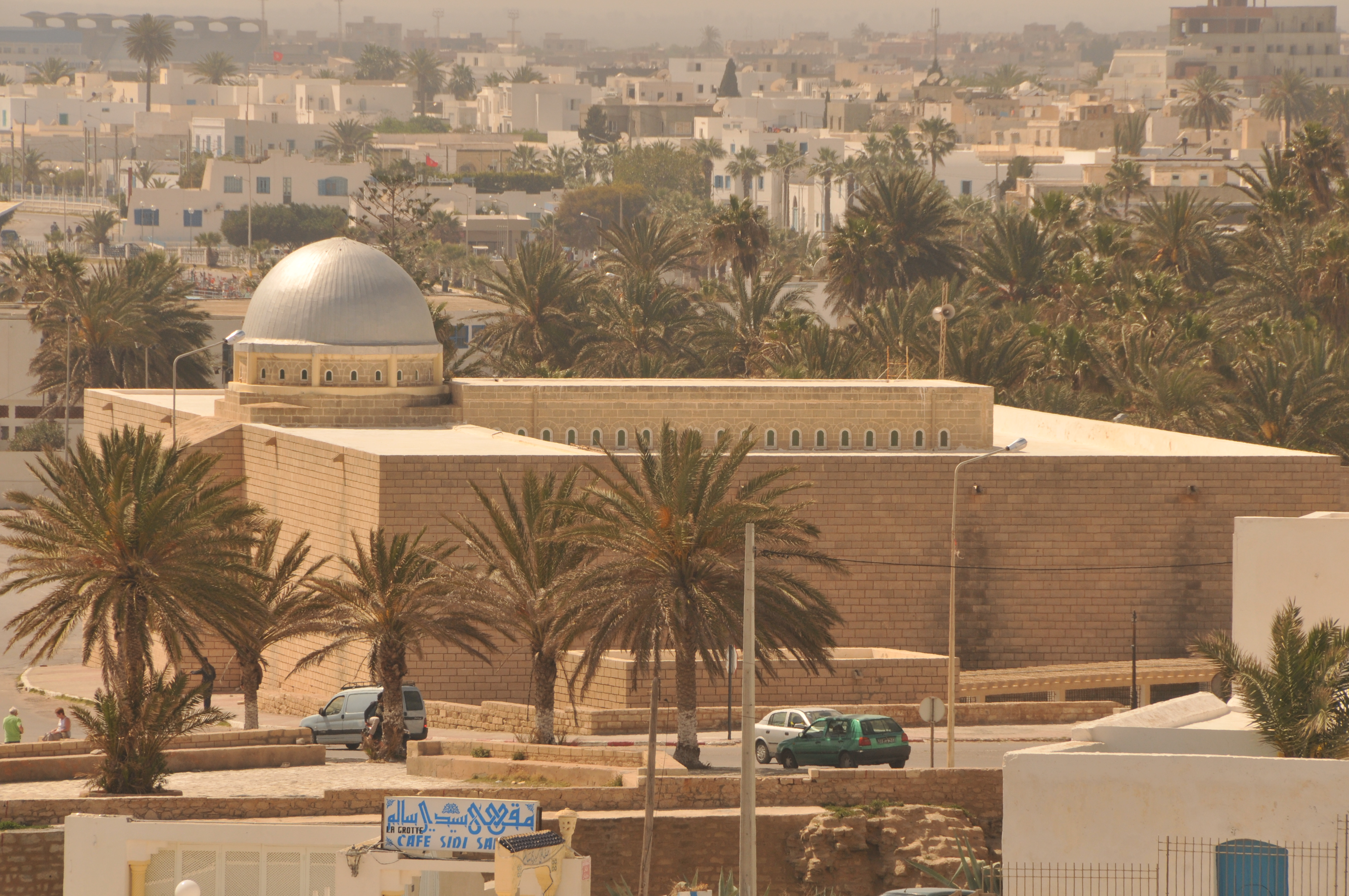
La Grande Moschea
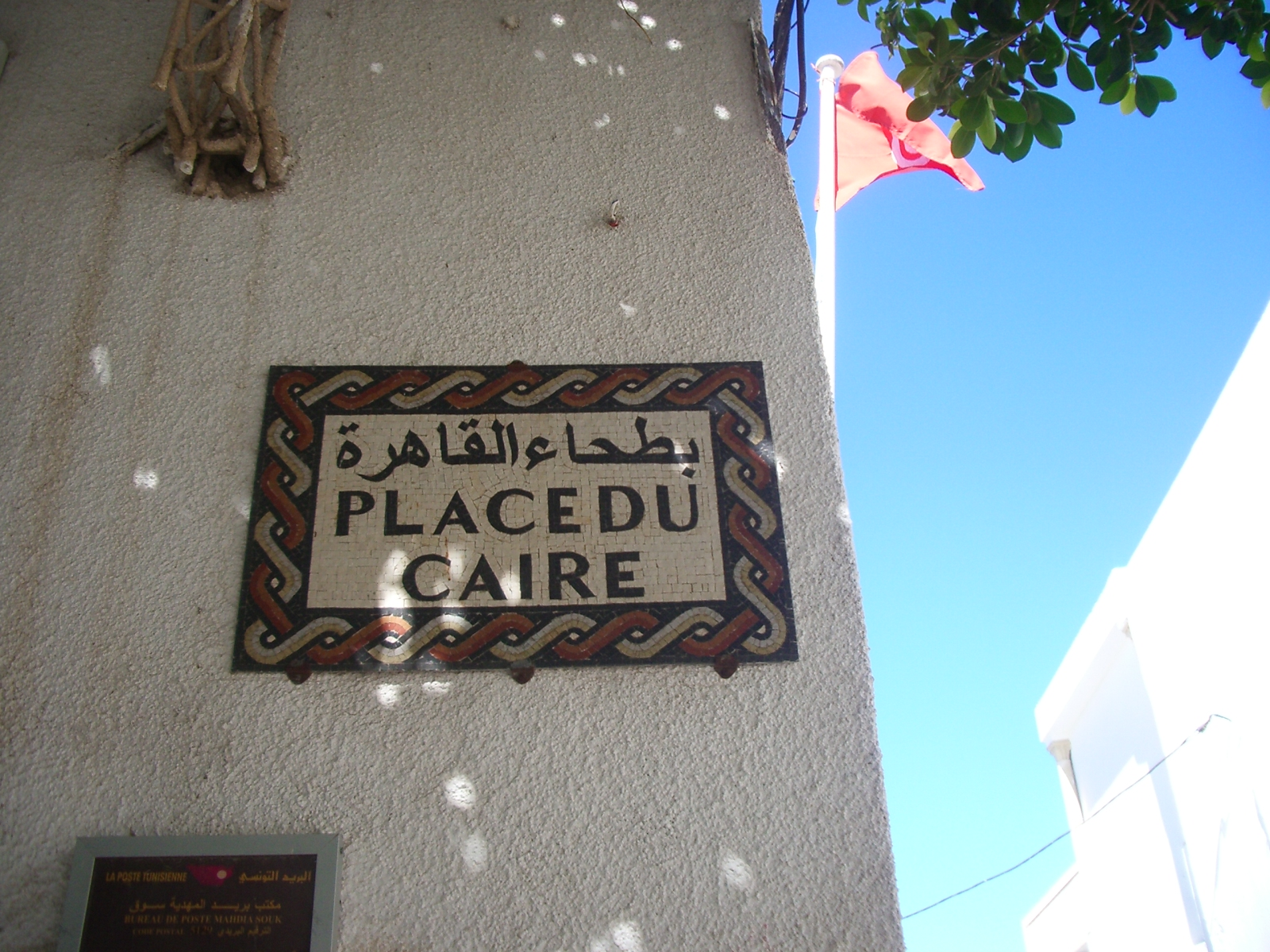
Place du Caire, centro della città vecchia
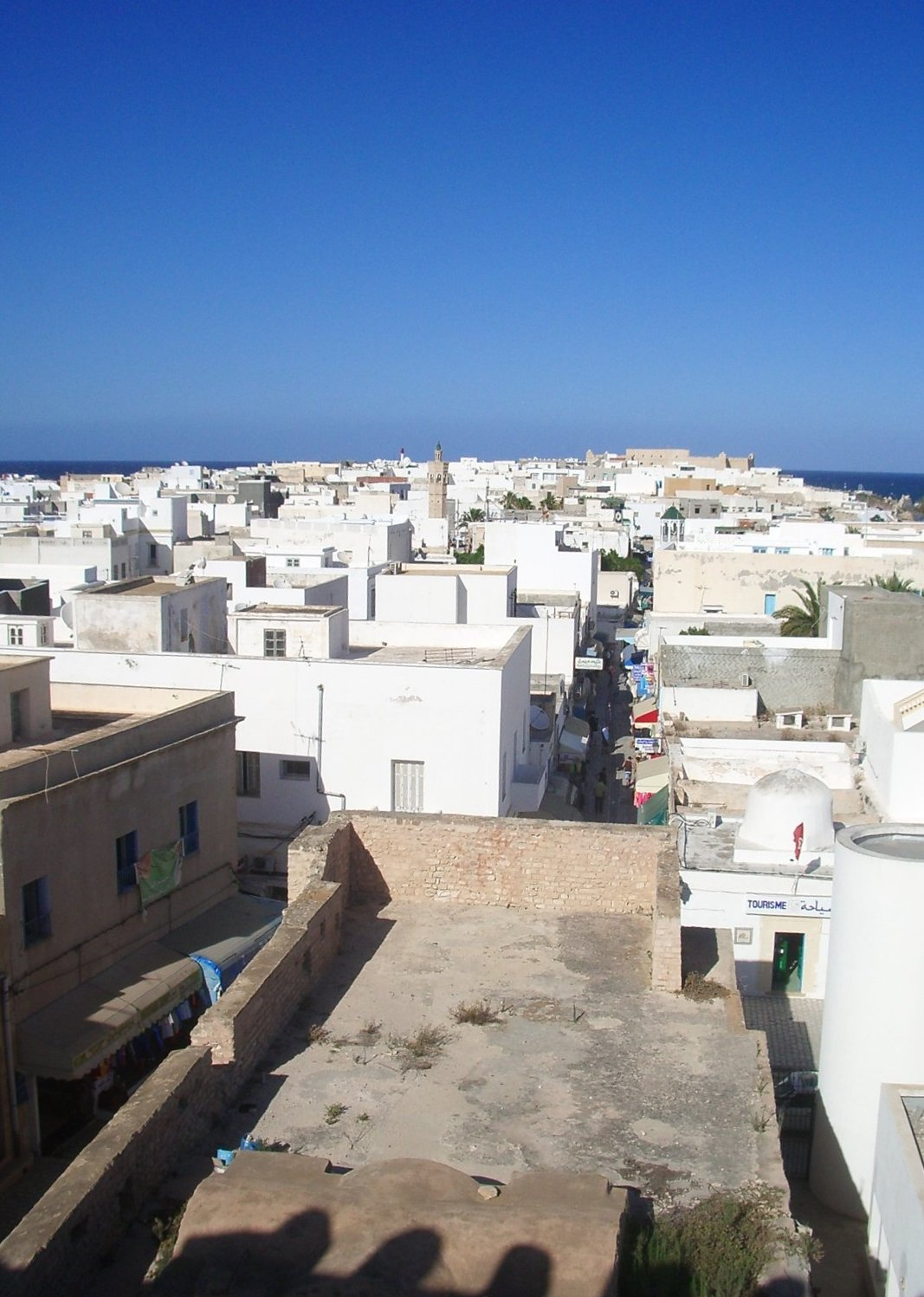
Vista della città dalla Torre Oscura
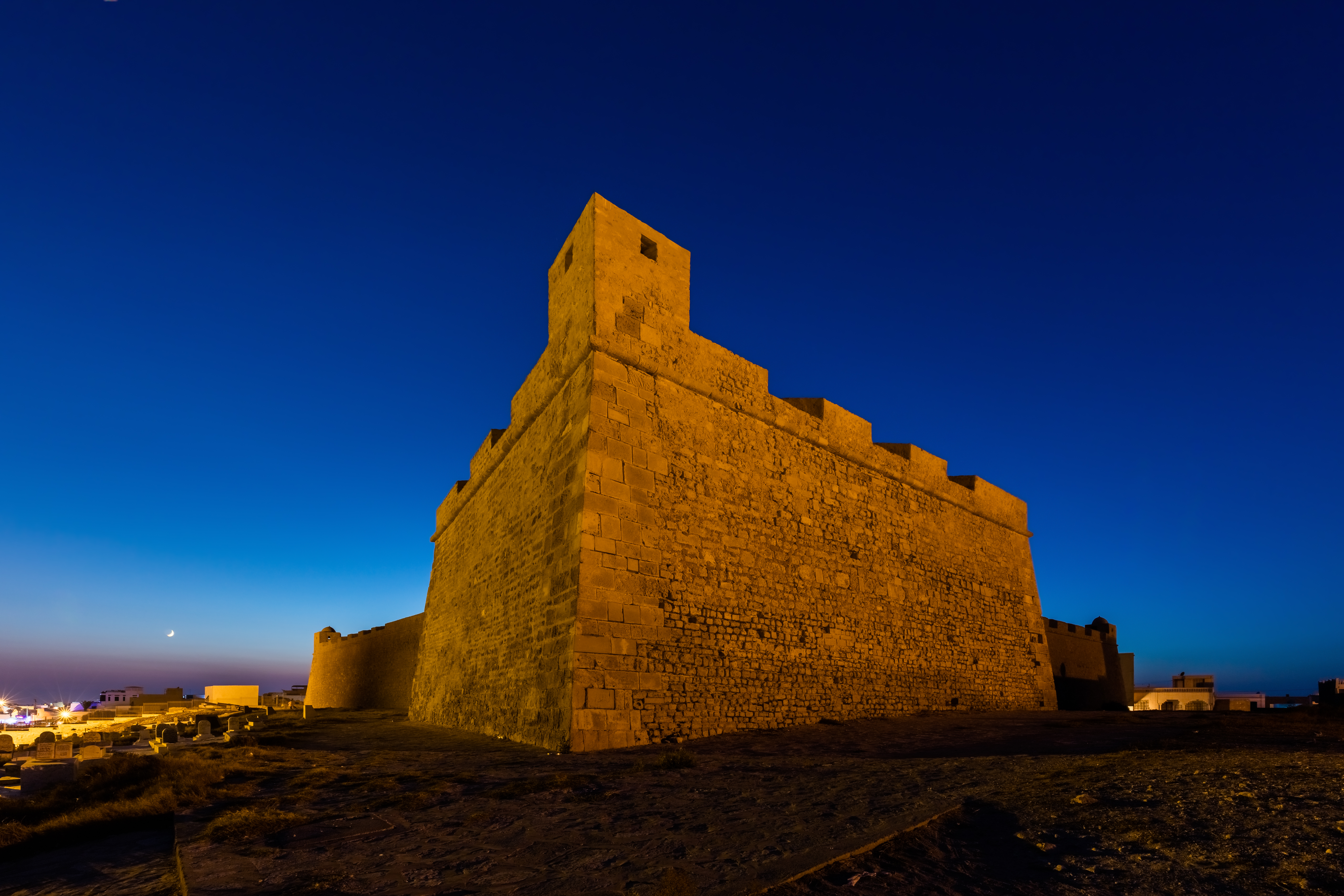
Fortezza Bordj el Kebir
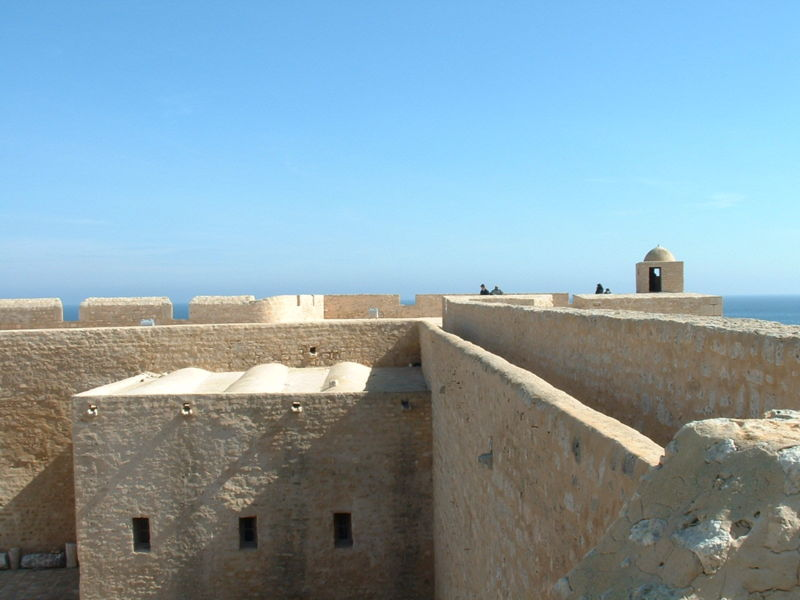
Vista dell'interno di Borj el Kebir (Borj al-kabir)
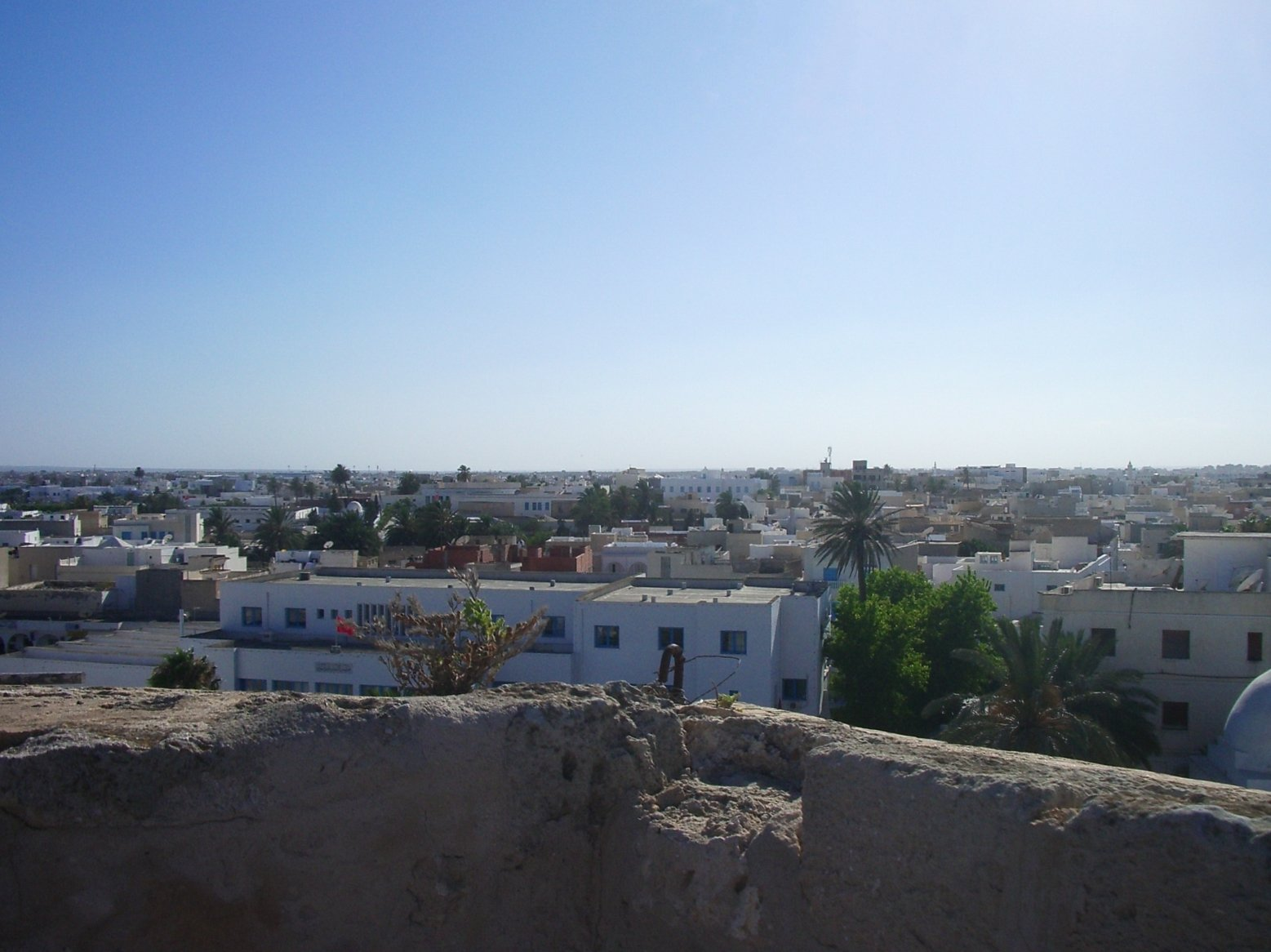
Vista della città dalla Torre Oscura
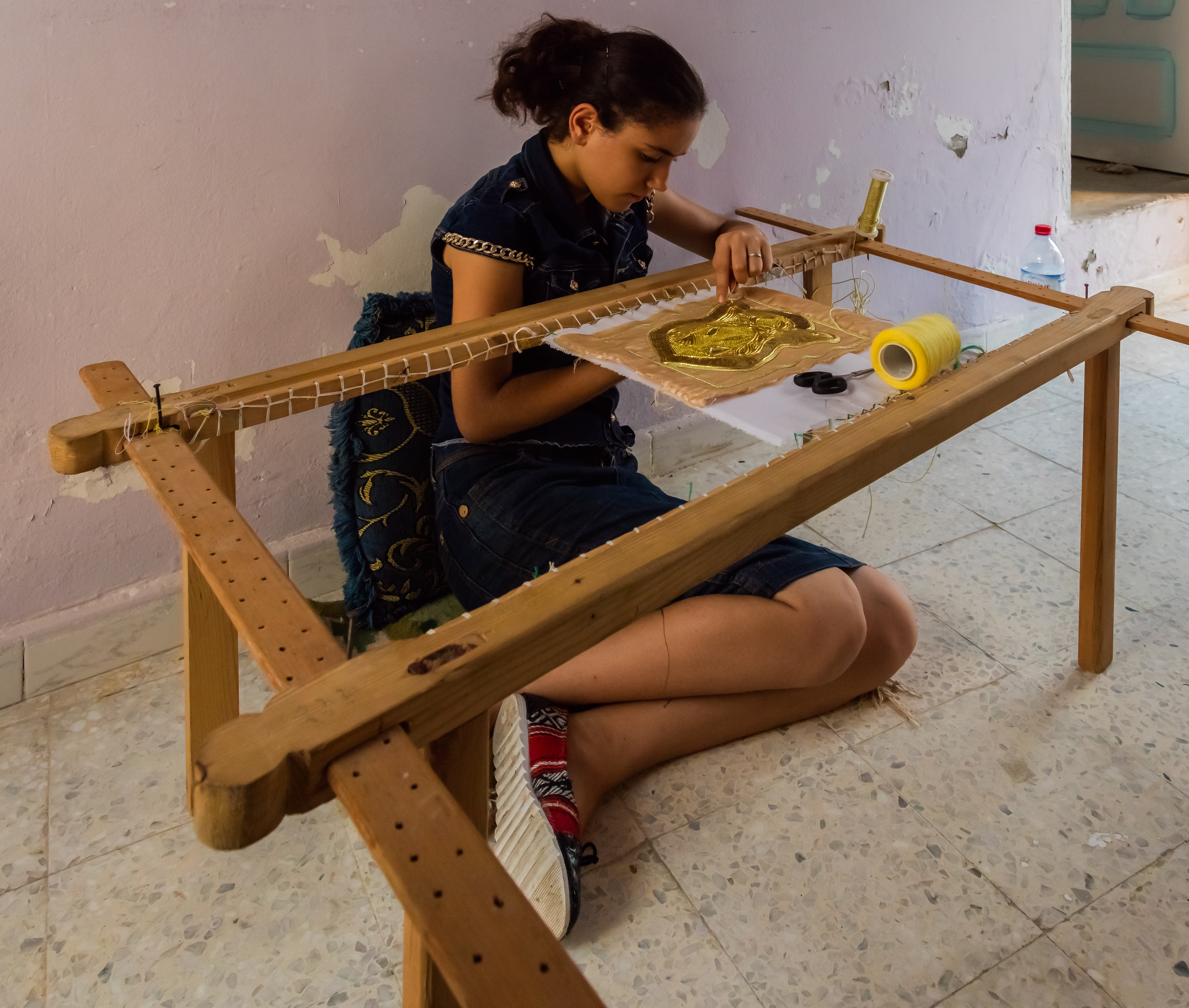
Cucitrice
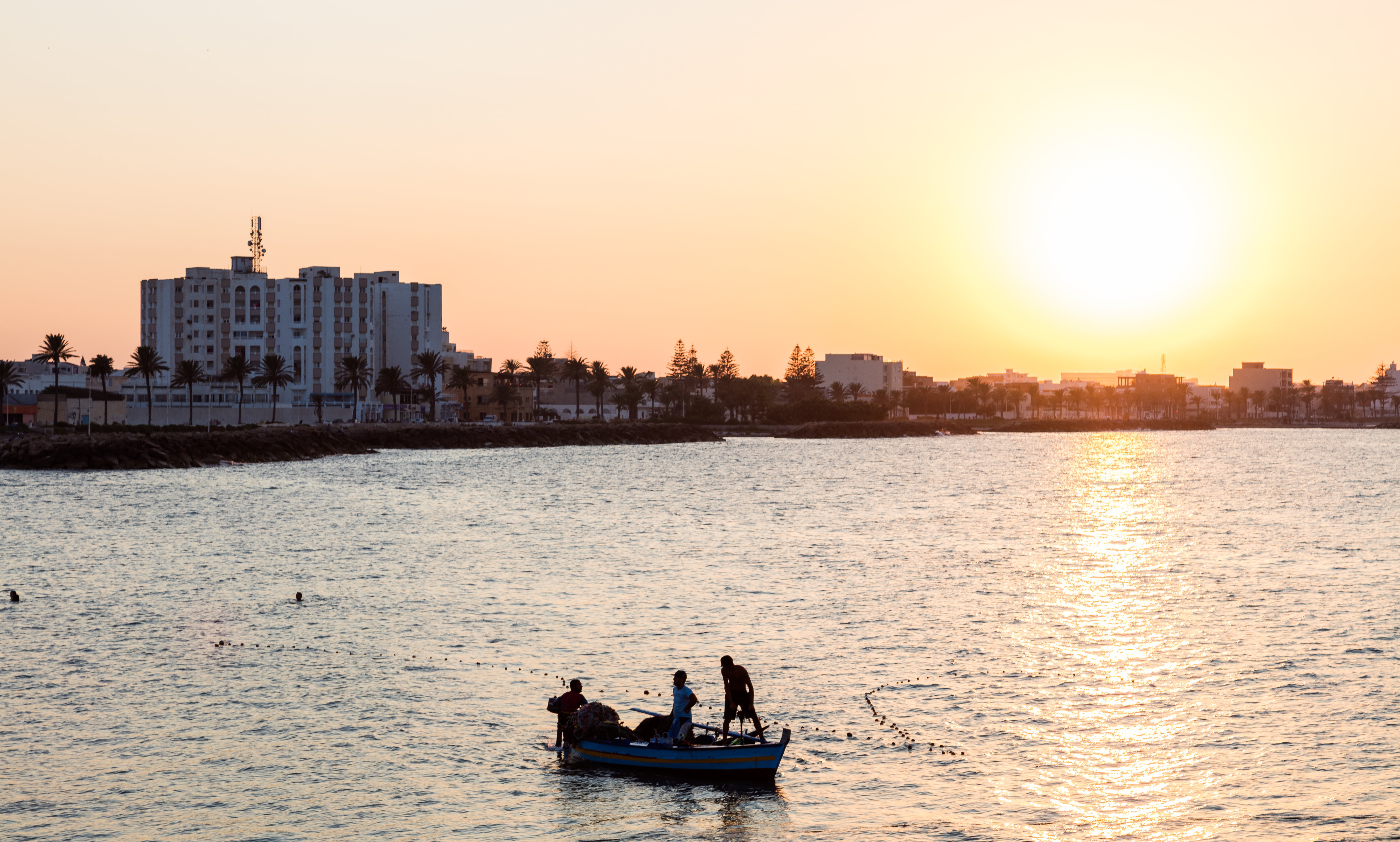
Costa di Mahdia
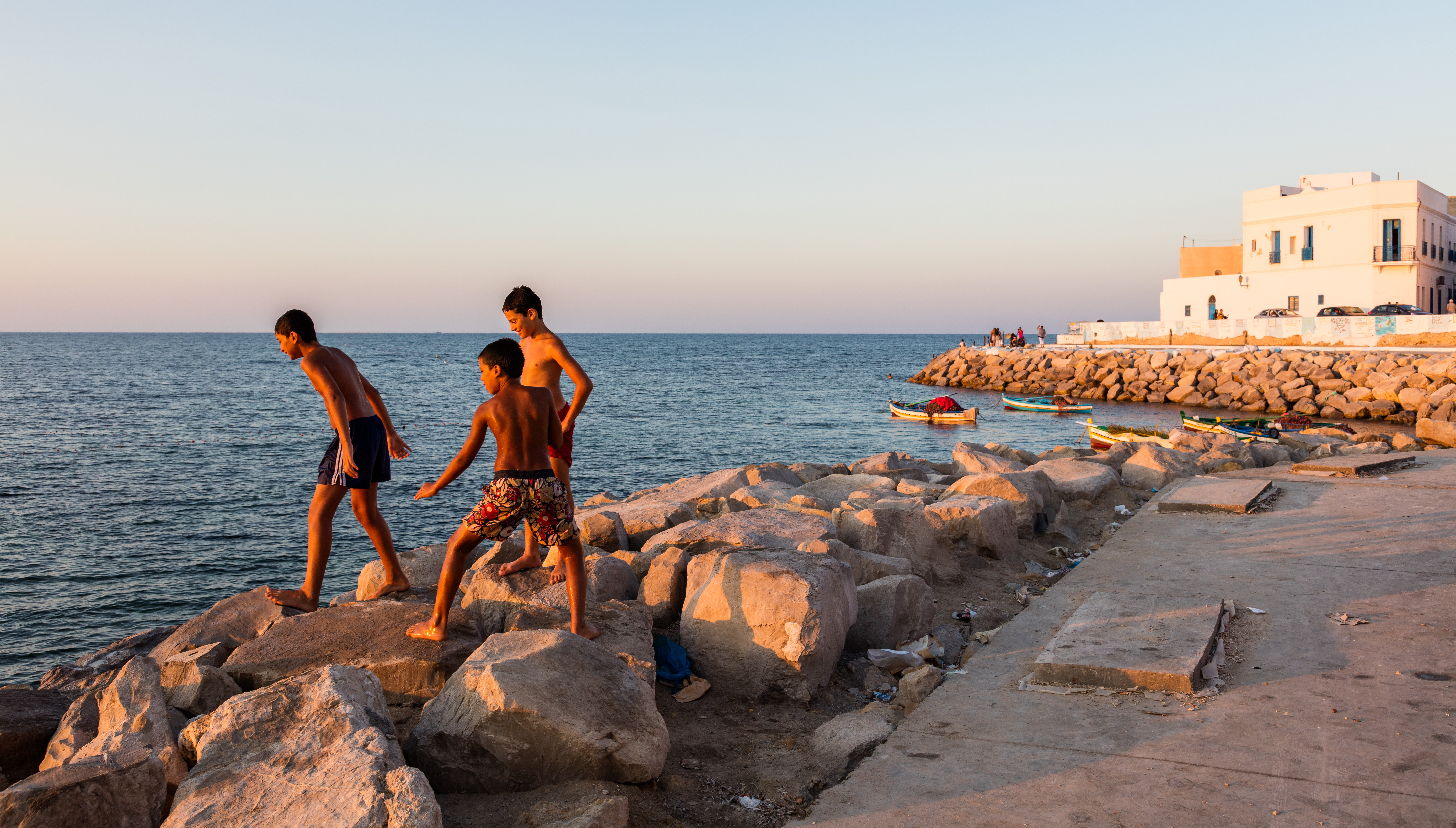
Bambini da bagno a Mahdia
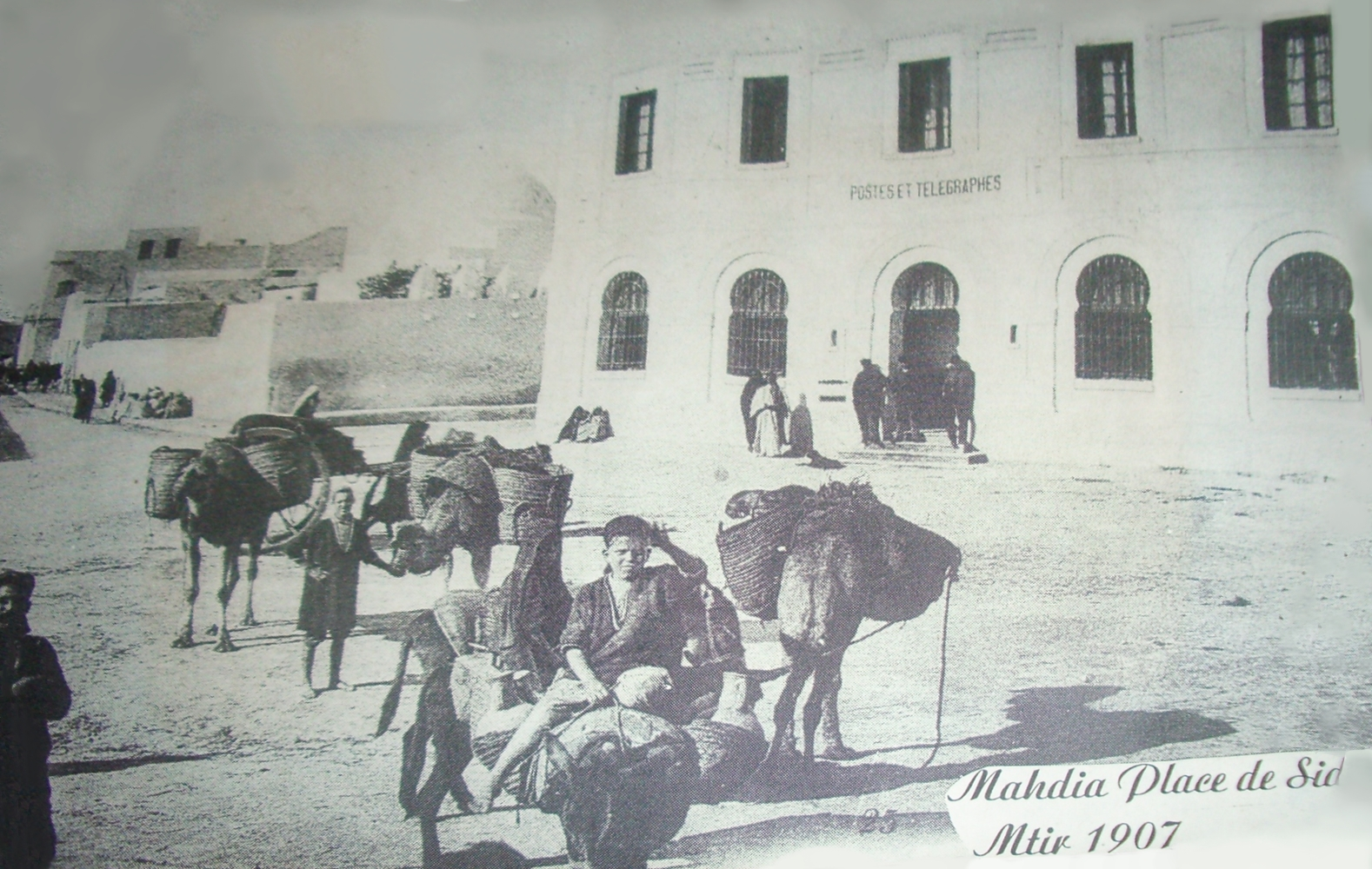
Mahdia nel 1907
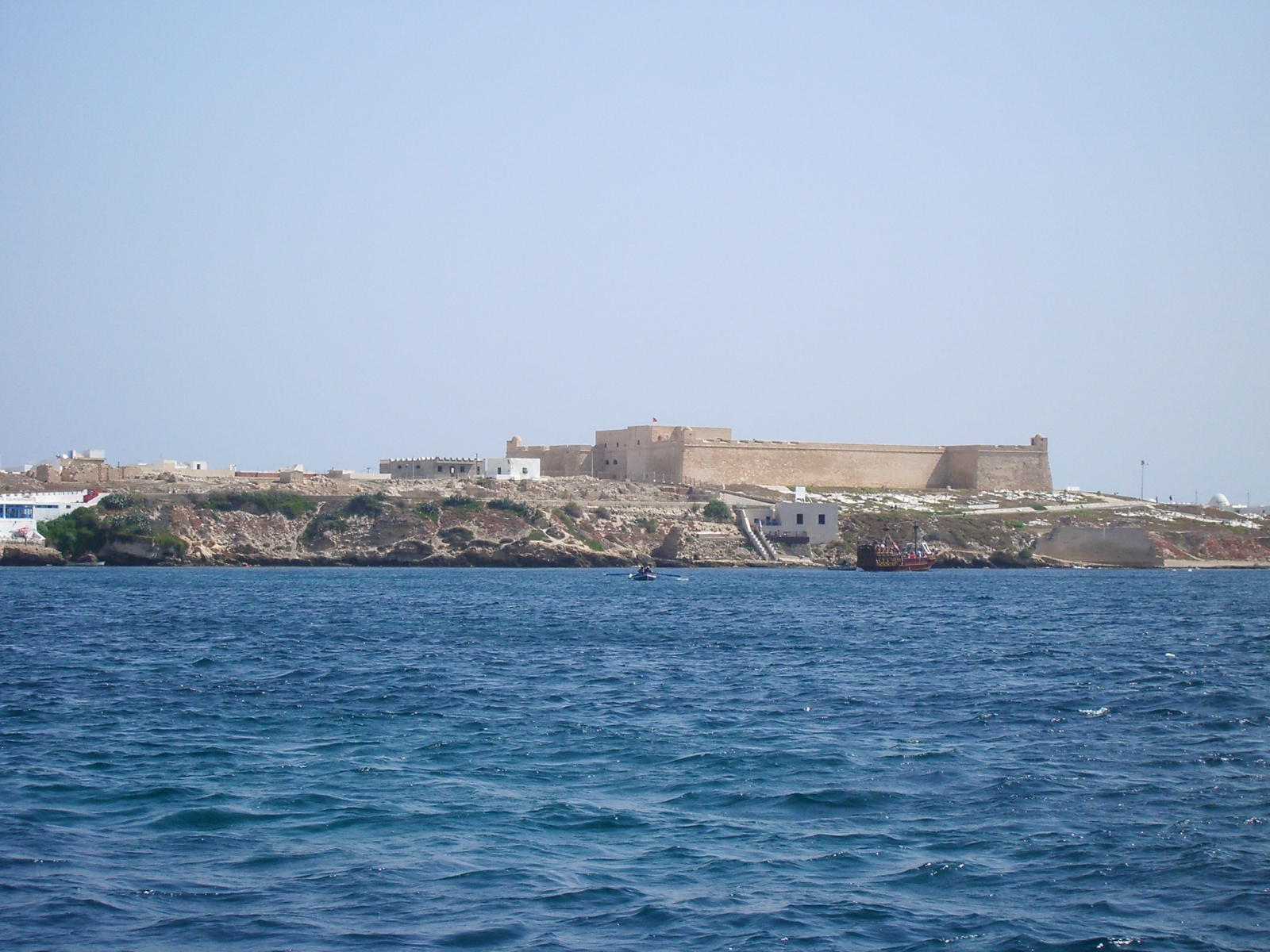
Porto di Mahdia